# 蔣赫德
蔣赫德（1615年—1670年），初名蔣元恆，字九貞，京師順天府遵化縣人，清朝初年政治人物。諡文端。

## 生平
早年為明諸生。後金天聰三年（明崇禎二年，1629年）十一月，皇太極攻克遵化，蔣選入盛京文館，賜名赫德。崇德元年，授秘書院副理事官。隸漢軍鑲白旗。次年，任內翰林國史院學士。順治二年，任明史副總裁官。次年，教習庶吉士。順治四年，任殿試讀卷官。順治六年，任纂修太宗實錄副總裁官、教習庶吉士。順治十一年，任國史院大學士。順治十二年，加太子太保。順治十四年，任聖訓總裁官。順治十五年，任文華殿大學士、兼禮部尚書。順治十五年，任殿試讀卷官。順治十六年，加少保、往封朝鮮國王世子李棩為朝鮮國王。順治十八年，任內弘文院大學士。康熙元年，起任弘文院大學士；次年調任內國史院大學士。

## 延伸阅读
[在维基数据编辑]
 《清史稿·卷238》，出自趙爾巽《清史稿》